# Phlugis robertsi
Phlugis robertsi är en insektsart som beskrevs av Nickle 2005. Phlugis robertsi ingår i släktet Phlugis och familjen vårtbitare. Inga underarter finns listade i Catalogue of Life.